# Dainis Bremse
Dainis Bremse –en ruso, Дайнис Бремзе– (22 de julio de 1954) es un deportista soviético que compitió en luge en la modalidad doble. Ganó una medalla de oro en el Campeonato Mundial de Luge de 1978, y una medalla de bronce en el Campeonato Europeo de Luge de 1976.

## Palmarés internacional
| Campeonato Mundial | Campeonato Mundial    | Campeonato Mundial | Campeonato Mundial |
| Año                | Lugar                 | Medalla            | Prueba             |
| ------------------ | --------------------- | ------------------ | ------------------ |
| 1978               | Imst (Austria)        | Medalla de oro     | Doble              |
| Campeonato Europeo |                       |                    |                    |
| Año                | Lugar                 | Medalla            | Prueba             |
| 1976               | Hammarstrand (Suecia) | Medalla de bronce  | Doble              |